# Nice-13 (tổng)
Tổng Nice-13 là một tổng của Pháp. Tổng này nằm ở tỉnh Alpes-Maritimes trong vùng Provence-Alpes-Côte d’Azur.

## Các đơn vị hành chính
Tổng Nice-13 bao gồm một phần của:
- Nice (một phần)

Các khu phố của Nice nằm trong tổng này:
- l'Ariane
- la Lauvette
- l'Abadie

và 3 xã:
- La Trinité
- Saint-André-de-la-Roche
- Falicon

## Lịch sử
| Ngày bầu cử                                                         | Tên               | Đảng | Tư cách                                |
| ------------------------------------------------------------------- | ----------------- | ---- | -------------------------------------- |
| Louis Broch fut le premier conseiller général du canton de Nice-13. |                   |      |                                        |
| 1988                                                                | M. Louis Broch    | PCF  | Thị trưởng của La Trinité              |
| 1994                                                                | M. Honoré Colomas | DVD  | Thị trưởng của Saint-André-de-la-Roche |
| 2001                                                                | M. Honoré Colomas | UMP  | Thị trưởng của Saint-André-de-la-Roche |
| 2008                                                                | M. Honoré Colomas | UMP  | Thị trưởng của Saint-André-de-la-Roche |

## Biến động dân số
| 1882                                         | 1926 | 1962 | 1968 | 1975 | 1982 | 1990 | 1999   |
|                                              |      |      |      |      |      |      | 27 626 |
| -------------------------------------------- | ---- | ---- | ---- | ---- | ---- | ---- | ------ |
| Số liệu từ năm 1990: Dân số không tính trùng |      |      |      |      |      |      |        |